# برومس آیلند (مریلند)
برومس آیلند (به انگلیسی: Broomes Island) شهری در ایالت مریلند کشور ایالات متحده آمریکا است که جمعیت آن در سرشماری سال ۲۰۱۰ میلادی، ۴۰۵ نفر بوده‌است.